# 圓運動的古中醫學
《圓運動的古中醫學》是清末民初中醫學家彭子益的著作，在1947–1949年間歷經多次修訂而寫成。中醫學家李可稱讚此書為「近百年中醫史上的一座豐碑」。
李可匯集了《圓運動的古中醫學》的各種版本，親自主校，終由中国中医药出版社於2007年出版。2009年，《圓運動的古中醫學：續集》出版。
2014年，由孙其新新編的《古中医学圆运动》由人民军医出版社出版。

## 其他
- 中國中醫
- 中国针灸治疗学
- 蒲辅周
- 施今墨
- 錢伯煊
- 承澹庵
- 西苑醫院
- 李可